# Число Смита
Число Смита — такое составное число, сумма цифр которого (в некоторой системе счисления, обычно в десятичной) равняется сумме цифр всех его простых сомножителей с учётом кратности. Так, примером числа Смита может служить 202 = 2 × 101, поскольку 2 + 0 + 2 = 4, и 2 + 1 + 0 + 1 = 4.
Первыми пятьюдесятью числами Смита являются:
4, 22, 27, 58, 85, 94, 121, 166, 202, 265, 274, 319, 346, 355, 378, 382, 391, 438, 454, 483, 517, 526, 535, 562, 576, 588, 627, 634, 636, 645, 648, 654, 663, 666, 690, 706, 728, 729, 762, 778, 825, 852, 861, 895, 913, 915, 922, 958, 985, 1086, 1111, 1165, …
В 1987 американский математик Уэйн Макдэниел доказал, что существует бесконечно много чисел Смита. Количество чисел Смита, меньших 10n для n=1,2,… равно:
1, 6, 49, 376, 3294, 29 928, 278 411, 2 632 758, 25 154 060, 241 882 509, …

## История
Понятие чисел Смита было введено Альбертом Вилански из Университета Лехай в 1982. Просматривая свою телефонную книжку, математик обратил внимание на то, что телефонный номер его зятя Гарольда Смита (493-7775) обладал тем интересным свойством, что сумма его цифр равнялась сумме цифр всех его простых сомножителей. Число 4 937 775 раскладывается на простые сомножители следующим образом: 4 937 775 = 3 × 5 × 5 × 65 837. Сумма цифр телефонного номера равна 4 + 9 + 3 + 7 + 7 + 7 + 5 = 42, и сумма цифр его разложения на простые сомножители также равна 3 + 5 + 5 + 6 + 5 + 8 + 3 + 7 = 42. Вилански назвал такой тип чисел по имени своего зятя. Так как этим свойством обладают все простые числа, Вилански не включил их в определение.

## Свойства
Наибольшим известным числом Смита (по данным на 2005) является
9·R1031·(104594+3·102297+1)1476·103913210,
где R1031 = (101031−1)/9 — репьюнит.
Два последовательных натуральных числа, являющиеся числами Смита (например, 728 и 729, 2964 и 2965), называются близнецами Смита. В настоящее время неизвестно, бесконечно ли количество близнецов Смита. Аналогично определяются тройки, четверки и т. д. Смита. Начальным элементом наименьшей n-ки Смита для n=1,2,… являются:
4, 728, 73 615, 4 463 535, 15 966 114, 2 050 918 644, 164 736 913 905, …
Существует бесконечное количество чисел Смита, десятичная запись которых представляет палиндром (читается одинаково слева направо и справа налево).